# Hanna-Renate Laurien
Hanna-Renate Laurien (Danzig (het huidige Gdańsk), 15 april 1928 - Berlijn, 12 maart 2010) was een Duitse politica voor de CDU en activiste binnen de Rooms-Katholieke Kerk.

## Biografie

### Onderwijs
Laurien studeerde Duitse, Engelse en Slavische taal en letterkunde alsook filosofie aan de Berlijnse Humboldt-Universiteit. In 1948 zag mede door haar toedoen de Vrije Universiteit Berlijn het levenslicht. Nadat ze in 1951 staatsexamen had gedaan en het jaar daarop in de Duitse taal- en letterkunde was gepromoveerd, verhuisde ze naar Noordrijn-Westfalen, waar ze in allerlei overheids- en onderwijsbetrekkingen werkzaam was, onder meer als schooldirecteur in Keulen.

### Politiek
In 1966 werd Laurien lid van de CDU. In 1971 werd ze staatssecretaris van cultuur in Rijnland-Palts onder minister-president Helmut Kohl (ook van de CDU), in 1976 gevolgd door het ministerschap met dezelfde portefeuille onder minister-president Bernhard Vogel (eveneens van de CDU) met wie ze goed bevriend was. Het jaar daarvoor, in 1975, was ze ook in de Landdag van Rijnland-Palts verkozen.
In 1981 werd ze door partijgenoot en regerend burgemeester Richard von Weizsäcker naar West-Berlijn gehaald om zitting te nemen in de senaat van die stad. Als senator hield ze zich bezig met jeugd en onderwijs. Van 1986 tot 1989 was ze tevens plaatsvervangend burgemeester. Vanwege haar kordate optreden als senator kreeg ze de bijnaam Hanna Granata. Vervolgens zetelde ze van 1990 tot 1995 in het Huis van Afgevaardigden van Berlijn, waarvan vanaf 1991 als voorzitter. Ze was de eerste (en tot op heden ook de enige) vrouw die deze functie bekleedde.

### Kerkelijk
Laurien werd Luthers opgevoed, maar verruilde deze kerkelijke richting in 1952 voor die van het rooms-katholicisme. Ze was een actieve katholiek. Zo had ze als leken-dominicaan de gelofte van volledige overgave afgelegd en vervulde ze allerlei functies binnen de Katholieke Kerk in Duitsland, waaronder die van het lidmaatschap van de Synode van Würzburg, die tot taak had de bevindingen van het Tweede Vaticaans Concilie in Duitsland ingang te doen vinden.
Laurien is nooit getrouwd geweest en overleed op 81-jarige leeftijd in haar woonwijk Berlin-Lankwitz.